# Isla Maribor
Isla Maribor (en esloveno: Mariborski otok) es el nombre de una isla natural en el río Drava cerca de la localidad de Maribor, en la región de Baja Estiria (Spodnja Štajerska) del país europeo de Eslovenia.  En 1951 fue protegido como un patrimonio natural, y hoy tiene la condición de monumento natural geomorfológico y botánico.  Al mismo tiempo es un importante hábitat para especies animales, especialmente aves.
El acceso a la isla es posible gracias a un pintoresco sendero que conduce a lo largo de la margen izquierda del Drava pasado la bahía de Koblarjev.La formación de la isla fue por circunstancias naturales como los rápidos en el río Drava, donde está hoy la presa hidroeléctrica cercana a la isla Maribor.
Hay especies típicas del bosque como las aves, sobre todo en invierno, se convierte en un refugio para las aves acuáticas.  Registradas, hay 75 especies, de las cuales 31 especies anidan.